# مبارك العصفور
مبارك العصفور، لاعب كرة قدم كويتي سابق. لعب مع نادي الساحل الكويتي، سجل هدف في نهائي كأس الأمير 1998/1999. انتقل لاحقا إلى نادي الكويت الكويتي وعمل مديراً لفريق كرة القدم في النادي.  